# Mieminger Gebirge
Mieminger Gebirge är en bergskedja i Österrike.   Den ligger i förbundslandet Tyrolen, i den västra delen av landet, 400 km väster om huvudstaden Wien.
Mieminger Gebirge sträcker sig 20,1 km i öst-västlig riktning. Den högsta toppen är Hochplattig, 2 768 meter över havet.
Topografiskt ingår följande toppar i Mieminger Gebirge:
- Breitenkopf
- Ehrwalder Sonnenspitze
- Gacher Blick
- Gampenköpfle
- Grünstein
- Handschuhspitze
- Hochplattig
- Hochwand
- Hohe Munde
- Höllkopf
- Igelskopf
- Judenköpfe
- Jöchle
- Karkopf
- Marienberg
- Oberer Geierkopf
- Rauher Kopf
- Tajakopf
- Wamperter Schrofen
- Wankspitze
- Wannig
- Vorderer Drachenkopf

Trakten runt Mieminger Gebirge består i huvudsak av gräsmarker. Runt Mieminger Gebirge är det ganska tätbefolkat, med 80 invånare per kvadratkilometer.